# Poběžovice u Holic

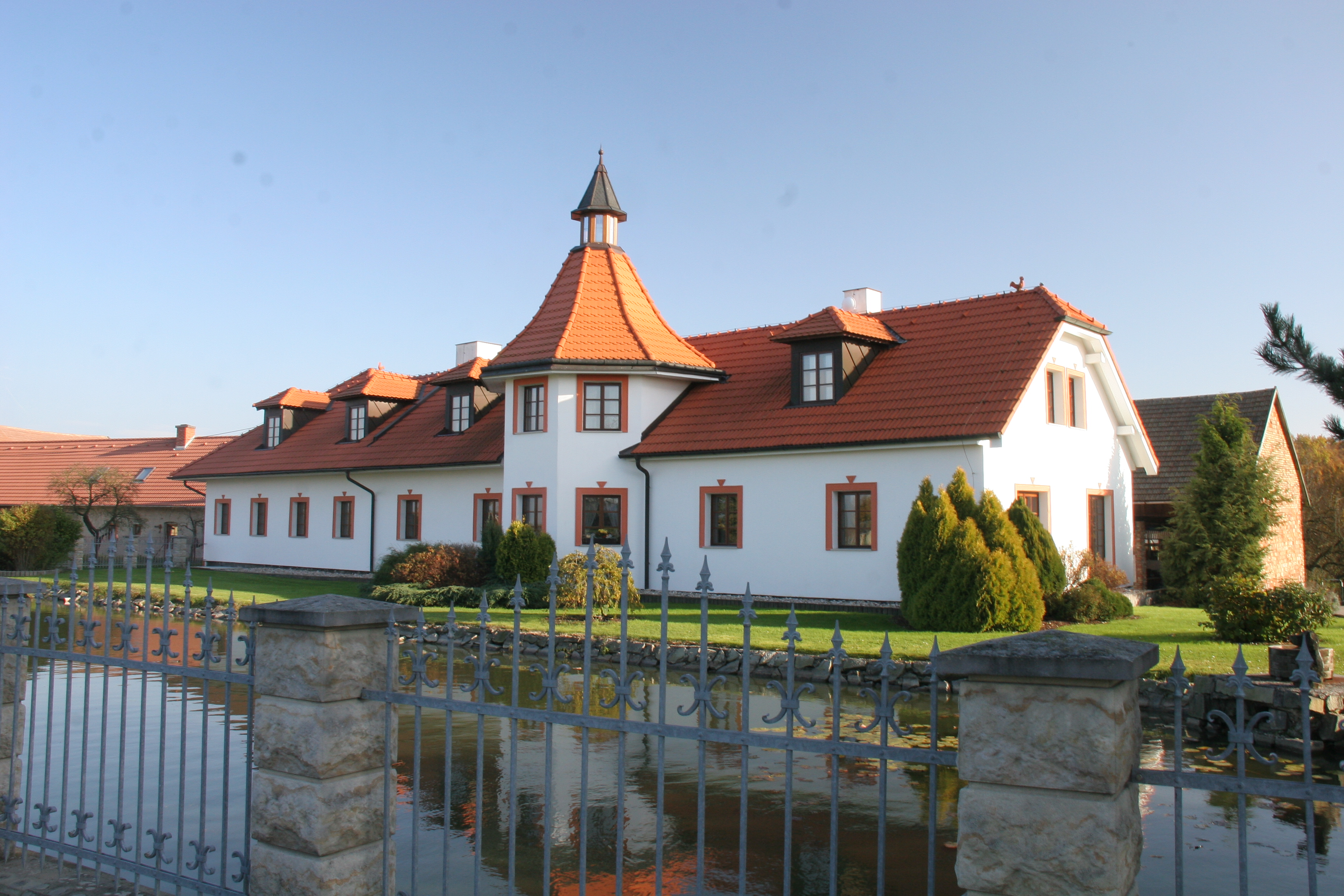
Haus Nr. 29

Poběžovice u Holic, bis 1980 Poběžovice (deutsch Pobieschowitz) ist eine Gemeinde in Tschechien. Sie liegt drei Kilometer nördlich von Holice und gehört zum Okres Pardubice.

## Geographie
Das von den ausgedehnten Wäldern des Hradecký les umgebene Dorf befindet sich auf einer Lehne in der Třebechovická tabule (Hohenbrucker Tafel). Nördlich erheben sich die Homole (297 m n.m.) und die Hříva (303 m n.m.), im Süden der Kamenec (328 m n.m.). In Poběžovice entspringen mehrere Bäche: der Žďárský potok entwässert nach Nordosten zur Stillen Adler, der Poběžovický potok und der Hluboký potok nach Südwesten zum Ředický potok.
Nachbarorte sind Krňovice, Štěnkov und Petrovičky im Norden, Nová Ves und Žďár nad Orlicí im Nordosten, Borohrádek im Osten, Koudelka im Südosten, Staré Holice und Kamenec im Süden, Podlesí, Horní Ředice und Dolní Ředice im Südwesten, Drahoš im Westen sowie Chvojenec und Vysoké Chvojno im Nordwesten.

## Geschichte
Die Wälder auf der Třebechovická tabule bildeten im Hochmittelalter die Jagddomäne der Přemysliden. Das ausgedehnte ostböhmische Waldgebiet blieb bis ins 19. Jahrhundert in seinem Kern als Königreichwald erhalten.
Es wird angenommen, dass Poběžovice während der Binnenkolonisation der königlichen Wälder auf dem Platz der mittelalterlichen Ortswüstung Radostice angelegt wurde. Die erste schriftliche Erwähnung von Poběžovice erfolgte im ältesten Chvojnover Urbar, der in die Zeit zwischen 1494 und 1506 datiert wird. Das Dorf bestand zu dieser Zeit aus acht Anwesen, darunter einer privilegierten Schänke. Im Jahre 1507 erwarb Wilhelm von Pernstein die Herrschaft Chvojnov und vereinigte sie mit der Herrschaft Pardubitz. Er vererbte seine böhmischen Güter 1521 seinem jüngeren Sohn Vojtěch, nach dessen Tod fielen sie 1534 seinem Bruder Johann zu. Dieser hinterließ 1548 seinem Sohn Jaroslav hohe Schulden. Am 21. März 1560 veräußerte Jaroslav von Pernstein die gesamte Herrschaft Pardubitz an König Ferdinand I. Dessen Nachfolger Maximilian II. übertrug die Verwaltung der königlichen Herrschaften der Hofkammer.
Im Jahre 1835 bestand das im Chrudimer Kreis gelegene Dorf Pobieschowitz bzw. Poběžowice aus 32 Häusern, in denen 281 Personen, darunter eine jüdische Familie, lebten. Abseits lag ein einschichtiges Försterhaus. Pfarrort war Chwogno. Bis zur Mitte des 19. Jahrhunderts blieb Pobieschowitz der k.k. Kameralherrschaft Pardubitz untertänig.
Nach der Aufhebung der Patrimonialherrschaften bildete Poběžovice ab 1849 eine Gemeinde im Gerichtsbezirk Holitz. Ab 1868 gehörte die Gemeinde zum politischen Bezirk Pardubitz. 1869 hatte Poběžovice 394 Einwohner und bestand aus 62 Häusern. 1870 wurde eine einklassige Dorfschule eröffnet, die später für den zweiklassigen Unterricht erweitert wurde. 1865 erwarb der Industrielle Johann Liebieg die Wälder auf der Hohenbrucker Tafel, ab 1884 gehörten sie Alexander Markgraf von Pallavicini auf Jemnice. Im Jahre 1900 lebten in dem Dorf 432 Menschen, 1910 waren es 429. Nach der Gründung der Tschechoslowakei wurde 1921 die Waldherrschaft des Markgrafen von Pallavicini im Zuge der Bodenreform enteignet und aufgeteilt. Die neuen Waldbesitzer schlossen sich 1931 in der Waldgenossenschaft Poběžovice zusammen. 1930 hatte Poběžovice 386 Einwohner. Im Jahre 1949 wurde Poběžovice dem Okres Holice zugeordnet; seit 1960 gehört die Gemeinde wieder zum Okres Pardubice. Am 1. März 1980 wurde der Ortsname in Poběžovice u Holic geändert. Beim Zensus von 2001 lebten in den 80 Häusern von Poběžovice u Holic 194 Personen.
Südlich des Dorfes befindet sich am Kamenec eine überregional bekannte Motocrossstrecke.

## Gemeindegliederung
Für die Gemeinde Poběžovice u Holic sind keine Ortsteile ausgewiesen. Zu Poběžovice u Holic gehören die Einschichten Odmezený, Sedadla (Waldbaude) und Studená Voda.

## Sehenswürdigkeiten
- Gezimmerte Chaluppen
- Gemauerter Trafoturm im Ortszentrum
- Kreuz an der Straßenkreuzung südöstlich des Dorfes
- Riesenschachtelhalmvorkommen beim Hegerhaus Studená Voda

## Persönlichkeiten

### Söhne und Töchter der Gemeinde
- Václav Jandečka (1820–1898), Pädagoge und Mathematiker

### In der Gemeinde lebten und wirkten
- Josef Horník (1835–1909), Forstverwalter, Pomologe und Fachautor